# Фенхуан (повіт)
27°57′07″ пн. ш. 109°35′30″ сх. д. / 27.95204° пн. ш. 109.59158° сх. д.
Фенхуан (кит. 凤凰县, пін. Fènghuáng Xiàn) — один із повітів КНР у складі Сянсі-Туцзя-Мяоської автономної префектури, провінція Хунань. Адміністративний центр — містечко Тоцзян.

## Географія
Фенхуан розташовується на висоті близько 350 метрів над рівнем моря на півдні префектури, лежить на річці Тоцзян.

### Клімат
Повіт знаходиться у зоні, котра характеризується вологим субтропічним кліматом. Найтепліший місяць — липень із середньою температурою 27 °C. Найхолодніший місяць — січень, із середньою температурою 4,5 °С.
| Клімат повіту Фенхуан   | Клімат повіту Фенхуан | Клімат повіту Фенхуан | Клімат повіту Фенхуан | Клімат повіту Фенхуан | Клімат повіту Фенхуан | Клімат повіту Фенхуан | Клімат повіту Фенхуан | Клімат повіту Фенхуан | Клімат повіту Фенхуан | Клімат повіту Фенхуан | Клімат повіту Фенхуан | Клімат повіту Фенхуан | Клімат повіту Фенхуан |
| Показник                | Січ.                  | Лют.                  | Бер.                  | Квіт.                 | Трав.                 | Черв.                 | Лип.                  | Серп.                 | Вер.                  | Жовт.                 | Лист.                 | Груд.                 | Рік                   |
| Середній максимум, °C   | 8,2                   | 10,2                  | 14,7                  | 21,1                  | 25,8                  | 28,8                  | 31,9                  | 31,9                  | 28,1                  | 21,9                  | 16,8                  | 11,2                  | 20,9                  |
| Середня температура, °C | 4,5                   | 6,5                   | 10,3                  | 16,1                  | 20,7                  | 24,1                  | 27                    | 26,5                  | 22,7                  | 17,1                  | 12                    | 6,9                   | 16,2                  |
| Середній мінімум, °C    | 2,1                   | 4                     | 7,3                   | 12,8                  | 17,2                  | 20,9                  | 23,3                  | 22,9                  | 19,2                  | 14,1                  | 9                     | 4                     | 13,1                  |
| Норма опадів, мм        | 47.5                  | 57.4                  | 77.5                  | 138.1                 | 181.1                 | 207.8                 | 183.6                 | 118                   | 68.1                  | 104.5                 | 62.9                  | 35                    | 1281.5                |
| Вологість повітря, %    | 79                    | 79                    | 80                    | 82                    | 83                    | 84                    | 82                    | 81                    | 79                    | 82                    | 79                    | 77                    | 80.6                  |
| ----------------------- | --------------------- | --------------------- | --------------------- | --------------------- | --------------------- | --------------------- | --------------------- | --------------------- | --------------------- | --------------------- | --------------------- | --------------------- | --------------------- |
| Джерело: data.cma.cn    |                       |                       |                       |                       |                       |                       |                       |                       |                       |                       |                       |                       |                       |